# Distretto di Duji
Il distretto di Duji (杜集区S, DùjíP) è un distretto della Cina, situato nella provincia dell'Anhui.